# Charles Prévost
Charles Prévost (* 20. März 1899 in Champlitte; † 11. Juli 1983) war ein französischer Chemiker (Organische Chemie).

## Leben
Charles Prévost besuchte das Lycée Louis-le-Grand in Paris. Gegen Ende des Ersten Weltkriegs wurde er noch kurzzeitig zur Armee eingezogen. Ab 1919 studierte er an der École normale supérieure, wobei seine Neigung zunächst der Mathematik galt, bevor er zur Chemie wechselte. Nach dem Lizenziat in Chemie arbeitete er im Labor von Robert Lespieau (1864–1947), Professor für Chemie an der École normale supérieure in Paris (ENS), der in Überwindung der Theorien von Henri Étienne Sainte-Claire Deville der Atomtheorie in Frankreich zum Durchbruch verholfen hatte.
1928 wurde er promoviert und war ab 1929 Chargé de Cours an der Fakultät für Pharmazie in Nancy und danach Professor für Chemie.
1936 wechselte er nach Lille und 1937 als Maître de conférence an die Sorbonne. Während der deutschen Besetzung Frankreichs musste er 1944 untertauchen, da er in einer Vorlesung die Niederlage der Deutschen wegen Mangel synthetischen Benzins vorhergesagt hatte.
1953 wurde er Professor für Organische Chemie an der Sorbonne als Nachfolger von Pauline Ramart-Lucas (1880–1953).
Nach ihm ist die Prévost-Hydroxylierung und die Prévost-Woodward-Hydroxylierung benannt.

## Ehrungen
Charles Prévost war Offizier der Ehrenlegion und des Ordre des Palmes Académiques. 1934 erhielt er den Prix Leblanc der Société chimique de France. Außerdem wurde ihm zweimal der Prix Jecker der Académie des sciences verliehen und der Prix des Industries chimiques. Prévost war zweimal Kandidat für die Aufnahme in die Académie des sciences.